# Алексахин, Рудольф Михайлович
Рудо́льф Миха́йлович Алекса́хин (15 декабря 1936, посёлок Калининский, Московская область, РСФСР, СССР — 2 мая 2018) — советский и российский биолог, академик ВАСХНИЛ (1988; с 1992 — РАСХН) и Российской академии наук (2013). Директор ВНИИСХРАЭ (1989—2015).

## Биография
После окончания в 1959 году биолого-почвенного факультета Московского государственного университета имени М. В. Ломоносова был оставлен на кафедре биофизики: старший лаборант, затем младший научный сотрудник (1959—1961). В 1961—1966 гг. младший научный сотрудник лаборатории лесоведения АН СССР. В 1966—1975 гг. учёный секретарь секции Научно-технического совета Министерства среднего машиностроения СССР.
В 1975 году начал работу во Всесоюзном научно-исследовательском институте сельскохозяйственной радиоэкологии и агроэкологии (ВНИИСХРАЭ), последовательно занимая должности старшего научного сотрудника, заведующего лабораторией, заведующего отделом (1975—1985), заместителя директора по научной работе (1986—1989), директора (1989—2015), научного руководителя (с 2015).
В 1959 году в зоне Кыштымской аварии на Южном Урале выполнил исследования по лесной радиоэкологии и разработал рекомендации по ведению лесного хозяйства на территориях, подвергшихся радиоактивному загрязнению.
Академик Украинской академии аграрных наук (1995). Член многих международных организаций, комитетов и комиссий по радиоэкологии, ядерной безопасности и радиационной защите. Вице-президент Международного союза радиоэкологии. Заместитель председателя НТС Минатома России.
Автор более 500 научных трудов, в том числе 17 книг и брошюр.
Умер 2 мая 2018 года. Похоронен на Федеральном военном мемориальном кладбище.

## Научные достижения
Один из разработчиков рекомендаций по ведению сельскохозяйственного производства на территориях России, Украины, Белоруссии, подвергшихся радиоактивному загрязнению. Специалист по вопросам радиоэкологии почвенно-растительного покрова. Выявил роль изотопных и неизотопных носителей радионуклидов в системе «почва — растение». Сформулировал оригинальную концепцию экологического нормирования предельно допустимого содержания в почве других токсикантов. Руководитель цикла работ по радиоэкологии орошаемого земледелия.

## Награды, премии, почётные звания
- Орден Дружбы народов (1987)
- Золотая медаль В. М. Клечковского
- Медаль «Биосфера и человечество» им. Н. В. Тимофеева-Ресовского[3]
- Государственная премия СССР (1974)
- Государственная премия Российской Федерации в области науки и техники (2002)
- Орден Почёта (2007)[4]
- Премия имени В. Н. Сукачёва (2010) — за цикл исследований по актуальным проблемам радиоэкологии
- Заслуженный деятель науки Российской Федерации (1997)

### Публикации Рудольфа Алексахина

#### Монографии
- Алексахин Р. М. Радиоактивное загрязнение почвы и растений. — М.: Издательство АН СССР, 1963. — 132 с.
- Алексахин Р. М., Клечковский В. М. и др. Современные проблемы радиобиологии. Т. 2. Радиоэкология. — М.: Атомиздат, 1971. — 422 с.
- Алексахин Р.М., Нарышкин М.А. Миграция радионуклидов в лесных биогеоценозах. - М.: Наука. 1977. 144 С.
- Алексахин Р. М. Ядерная энергия и биосфера. — М.: Энергоатомиздат, 1982. — 215 с.
- Алексахин Р. М., Буфатин О. И.,. Маликов В. Г., Перепелятников Г. П., Паращуков Н. П., Санжарова Н. И., Пристер Б. С.,  Жуков Б. И.,  Перепелятникова Л. В., Шуховцев Б. И., Фомкина Н. Д., Сахаров И. Ф., Кузнецов В. К. Радиоэкология орошаемого земледелия. — М.: Энергоатомиздат, 1985. — 224 с.
- Алексахин Р. М., Архипов Н. П., Бурхударов Р. М., Bасиленко И. Я., Дричко В. Ф.,Иванов Ю. А. ,Маслов В. И., Маслова К. И., Никифоров В. С., Поликарпов Г. Г., Попова О. Н.,  Сироткин А. Н., Таскаев А. И., Тестов Б. В., Титаева Н. А., Февралева Л.Т. Тяжелые естественные радионуклиды в биосфере: Миграция и биологическое действие на популяции и биогеоценозы / АН СССР. Коми научный центр Уральского отделения. — М.: Наука, 1990. — 367 с.
- Крышев И. И., Алексахин Р. М., Рябов И. Н., Фесенко С. В., Санжарова Н. И., Демин В. Ф., Блинова Л. Д., Краснов И. М., Зверева Г. Н., Силантьев А. Н.,Чумак В. К., Зарубин О. Л. Радиоактивное загрязнение районов АЭС. — М.: Ядерное общество СССР, 1990. — 150 с.
- Крышев И. И., Алексахин Р. М., Рябов И. Н, Смирнов В. В., Пристер Б. С., Санжарова Н. И., Перепелятникова Л. В., Асташева Н. П. Радиоэкологические последствия Чернобыльской аварии. — М.: Наука, 1991. — 190 с.
- Алексахин Р. М., Васильев А .В., Дикарев В. Г., Егорова В. А ., Жигарева Т. Л., Иванов Ю. А., Козьмин Г. В., Кругликов Б. П., Круглов С. В., Моргунова Е. А., Пантелеев Л. И., Поваляев  А. П., Попова Г. И., Расин И. М., Ратников  А. Н., Санжарова Н. И., Сарапульцев И. А., Сироткин А. Н., Соколов В. А., Спирин Е. В., Фесенко С. В., Филипас А. С., Хвостунов И. К., Шевченко А. С., Шуховцев Б. И. Сельскохозяйственная радиоэкология. — М.: Экология, 1992. — 400 с.
- Алексахин Р. М. Рекомендации по ведению растениеводства на радиоактивно загрязненной территории России. — М., 1997. — 115 с.
- Алексахин Р. М., Булдаков Л. А., Губанов В. А, Дрожко Е. Г., Ильин Л. А., Крышев И. И., Линге И. И., Романов Г. Н., Савкин М. Н., Сауров М. М., Тихомиров Ф. А., Холина Ю. Б. Крупные радиационные аварии: последствия и защитные меры. — М.: ИздАТ, 2001. — 752 с.
- Сельское хозяйство, ионизирующие излучения и охрана окружающей среды» (к 30-летию Всероссийского научно-исследовательского института сельскохозяйственной радиологии и агроэкологии — ВНИИСХРАЭ) / Под ред. Р. М. Алексахина. — Обнинск: ВНИИСХРАЭ, 2002. — 295 с.
- Alexakhin R. M., Buldakov L. A., Gubanov V. A., Drozhko Ye. G., Ilyin L. A., Kryshev I. I., Linge I. I., Romanov G. N., Savkin M. N., Saurov M. M., Thikhomirov F. A., Kholina Yu. B. Large radiation accidents: consequences and protective countermeasures. — М.: IzdAT Publisher, 2004. — 556 p.
- Алексахин Р. М. Проблемы радиоэкологии: Эволюция идей. Итоги. — М.: РАСХН, 2006. — 880 с.

#### Брошюры и рекомендации
- Корнеев Н. А.,  Алексахин Р. М., Ратников  А. Н., Сироткин А. Н., Спирин Е. В., Филипас А. С., Юланов В. П., Васильев А. В. Ведение личного подсобного хозяйства  на территории, загрязненной радиоактивными веществами. — Обнинск: ВНИИ сельскохозяйственной радиологии, 1991. — 24 с.
- Алексахин Р. М., Ратников А. Н., Козьмин Г. В., Спирин Е. В, Санжарова Н. И., Фесенко С. В., Попова Г. И., Жигарева Т. Л., Васильев А. В., Козьмина Д. Н., Сироткин А. Н. Рекомендации по ведению сельскохозяйственного производства на радиоактивно загрязненной территории Калужской области. — Обнинск-М., 1997. — 130 с.
- Алексахин Р. М., Санжарова Н. И., Фесенко С. В. и др. Чернобыль, сельское хозяйство, окружающая среда: Материалы к 20-й годовщине аварии на Чернобыльской атомной электростанции в 1986 г. — Обнинск: ВНИИСХРАЭ, 2006. — 24 с.

#### Статьи
- Алексахин P. M. и др. Организация научных исследований по радиоэкологии на Восточноуральском радиоактивном следе // Экологические последствия радиоактивного загрязнения на Южном Урале. — М.: Наука, 1993. — С. 6—12.
- Алексахин Р. М., Санжарова Н. И., Фесенко С. В., Курганов А. А., Мошаров В. Н. Основные итоги работ по ликвидации аварии на Чернобыльской АЭС в области агропромышленного производства // Чернобыль 15 лет спустя. — М.: Контакт-Культура, 2001. — С. 105—141.
- Алексахин Р. М., Сироткин А. Н. Чернобыльская катастрофа и аграрная наука // Чернобыль. Долг и мужество: Научно-публицистическая монография. — М.: 4-й филиал Воениздата, 2001. — С. 474—506.

### О Рудольфе Алексахине
- Алексахин Рудольф Михайлович. К 70-летию со дня рождения // Медицинская радиология и радиационная безопасность. — 2006. — Том 51. — № 6. — С. 76-77.
- Высочайшая честь // Новая среда +. — 17 июня 2010 года.
- Матвеева Марина. Рудольф Алексахин: «Природа справится с радиационным стрессом» // АиФ Здоровье. — 21 апреля 2011 года.